# فكري إيشيق
فكري توفيق إيشيق (بالتركية: Fikri Işık)‏ (وُلد في 13 سبتمبر 1965 في كوموش خانة، تركيا)، هو سياسي تركي ينتمي لحزب العدالة والتنمية وتولى مناصب قيادية فيه، ثم أصبح لاحقاً عام 2007 عضواً بالبرلمان التركي، وعُيِّن وزيراً للعلوم والصناعة والتكنولوجيا من 2013 إلى 2016، حيث تقلد منصب وزير الدفاع في حكومة بن علي يلدرم.

## سيرته الذاتية
تزداد فكري إيشيق في 13 سبتمبر 1965 لأسرة مسلمة تقطن بقرية باباجان، ضواحي مدينة شيران في محافظة كوموش خانة، وهو متزوج وله أربعة أبناء. وقد درس المراحل الأساسية في مدارس بمسقط رأسه، ثم انتقلت أسرته إلى محافظة قوجه ايلي التي درس بها المرحلتين المتوسطة والثانوية بمدارس الأئمة والخطباء، وتخرج من جامعة الشرق الأوسط التقنية بأنقرة عام 1989 حائزاً على شهادة البكالوريوس في تدريس الرياضيات. وقد أدى الخدمة العسكرية الإلزامية في معسكرات الجيش التركي بمحافظتي دينيزلي وإسطنبول سنة 1991. وهو يتقن الحديث إلى جانب اللغة التركية كل من الإنجليزية والعربية.
بعد تخرجه، اشتغل مدرساً للرياضيات واللغة الإنجليزية في المدارس الخاصة بمدينة إزميد بمحافظة قوجه ايلي وفي مدينة إسطنبول، إضافة إلى تقلده وظائف إدارية في مصانع للمنتجات الغذائية.
وقد أعطى انطلاقة عمله السياسي بعد انضمامه إلى حزب العدالة والتنمية خلال عمله بإزميد، وتولى مناصب قيادية فيه من بينها انتخابه عضواً في مجلس إدارة الحزب في إسطنبول في 20 أكتوبر 2001، ثم رئيساً لذات الحزب في محافظة قوجه ايلي في 22 يونيو 2003 لمدة 4 سنوات. كما أنه اُنتخب عضواً في البرلمان التركي على لوائح حزب العدالة والتنمية عن محافظة قوجه ايلي في الانتخابات البرلمانية التركية 2007، ثم اُنتخب للمرة الثانية في الانتخابات البرلمانية التركية 2011، ثم المرة الثالثة في انتخابات الإعادة المجراة في 30 نوفمبر 2015.
وقد تولى بين عامي 2007 و2013 مسؤولية التنسيق بين فروع الحزب في 47 محافظة، كما جمع بين منصبي رئيس لجنة التعليم الوطني ورئيس لجنة الشباب والرياضة في البرلمان التركي في 31 يناير 2013. في وقت لاحق، عُيِْن فكري إيشيق وزيراً للعلوم والصناعة والتكنولوجيا في الحكومة التي كان يرأسها رجب طيب أردوغان في التعديل الوزاري الذي تم في 26 ديسمبر 2013، واحتفظ بذات المنصب حتى 24 مايو 2016. حيث أصبح على رأس وزارة الدفاع في الحكومة التي شكلها بن علي يلدرم.
وقد ظل دور وزير الدفاع التركي محصوراً في المهام البروتوكولية البعيدة عن واقع المؤسسة العسكرية، إلى حين محاولة الانقلاب في تركيا 2016، إذ إذ لفت فكري إيشيق الأنظار بتصريح عاجل وصف فيه بيان الانقلاب الذي أعلنه الجيش عنوة عبر الفضائية الرسمية التركية بأنه «قرصنة». وساهم التوافق السياسي العريض بين الحكومة وأحزاب المعارضة الرئيسية على رفض محاولة الانقلاب والعمل على منع تكرارها، في إدخال تغييرات جذرية على بنية المؤسسة العسكرية التركية ووظيفتها، وهو ما استفادت منه وزارة الدفاع التي يقودها الوزير إيشيق. وبموجب تلك التعديلات انتقلت صلاحية قيادة الجيوش التركية الثلاثة (القوات البرية والجوية والبحرية) من رئاسة الأركان إلى وزارة الدفاع، كما أصبح وزير الدفاع مسؤولاً عن ترشيح رئيس جامعة الدفاع الوطني لرئيس الدولة.